# Episcada apuleia
Espèce
Episcada apuleia est un insecte lépidoptère  de la famille des Nymphalidae, de la sous-famille des Danainae et du genre Episcada.

## Dénomination
Episcada apuleia a été décrit par William Chapman Hewitson en 1868 sous le nom initial d' Ithonia apuleia.

### Sous-espèces
- Episcada apuleia apuleia; présent en Équateur.
- Episcada apuleia cora Haensch, 1909;  présent en Bolivie.
- Episcada apuleia santanella (Haensch, 1903); présent en Équateur.
- Episcada apuleia ssp; présent au Pérou
- Episcada apuleia ssp; présent au Pérou[1].

## Description
Episcada apuleia est un papillon d'une envergure d'environ 50 mm, à l'abdomen mince, aux ailes antérieures beaucoup plus longues que les ailes postérieures et à bord interne concave. Les ailes sont transparentes avec de très fines veines et une bordure ocre doré.

## Écologie et distribution
Episcada clausina est présent en Équateur, au Brésil, en Bolivie et au Pérou,.

### Protection
Pas de statut de protection particulier.